# Partido Radical Democrático (Chile)
El Partido Radical Democrático (PRD) fue un partido político chileno, existente entre 1946 y 1949.

## Historia
Se separaron del tronco del Partido Radical por su negativa a derogar la Ley de Seguridad Interior del Estado, dictada por el gobierno de Arturo Alessandri Palma en 1937 y que dejaba fuera de la ley a los partidos revolucionarios como el comunista, también se negaban a apoyar la candidatura de Gabriel González Videla por encontrar afín al comunismo.
Fundado por Rolando Rivas Fernández, que se presentó en 1946 a las elecciones complementarias para llenar la vacante dejada por el diputado Ismael Carrasco Rábago, pero fue derrotado.
Para la elección presidencial de 1946 levantó la candidatura del vicepresidente Alfredo Duhalde, pero tras una serie de movimientos electorales de la derecha la postulación terminó bajándose. Al no querer respaldar a González Videla, terminó apoyando al candidato liberal Fernando Alessandri, quien también recibió el respaldo de los agrario laboristas y socialistas auténticos.
El Partido Radical Democrático era más cercano al socialismo, por lo cual, para las elecciones de 1949 formó parte de la Falange Radical Agrario Socialista (FRAS), coalición de falangistas, radicales, agrarios y socialistas. Este pacto logró obtener un 21% de los sufragios, correspondientes a 30 escaños de diputados y 5 senatoriales. El PRD, por su parte, logró 23 248 votos (5,09 %) lo que le valió tener 6 diputados:
- Rolando Rivas Fernández (Quillota, Valparaíso y Limache)
- Desiderio Arenas Aguiar (1° distrito de Santiago)
- Eliecer Mejías Concha (Concepción, Talcahuano y Yumbel)
- Manuel Moller Bordeu (Laja, Nacimiento y Mulchén)
- Julio Durán Neumann (Temuco, Imperial y Villarrica)
- Juan Luis Maurás Novella (Valdivia, La Unión y Río Bueno)

En tanto, en la elección de senadores de 1949, lograron 10 445 votos (4,17 %), obteniendo solamente un senador, Hernán Figueroa Anguita, por la agrupación provincial de Biobío, Malleco y Cautín.
El partido desapareció en 1949 luego de que se acordara mediante una convención su fusión con el Partido Radical.

## Resultados electorales

### Parlamentarias
|  | 5,09 % |

|  | 4,17 % |